# Clubionina pallida
Genre
Espèce
Clubionina pallida, unique représentant du genre Clubionina, est une espèce d'araignées aranéomorphes de la famille des Clubionidae.

## Distribution
Cette espèce est endémique de l'île Saint-Paul aux Terres australes et antarctiques françaises.

## Publication originale
- Berland, 1947 : Araignées. Croisière du Bougainville aux îles australes françaises. Mémoires du Muséum national d'Histoire naturelle, Paris, vol. 20, p. 53-64.